# Lander Martínez
Lander Martínez Hierro, né le 6 novembre 1989 à Vitoria-Gasteiz (Pays basque), est un homme politique espagnol, actuel député de Biscaye et secrétaire général du parti Sumar au Pays basque. 
Il a été secrétaire général de Podemos au Pays basque, député au Parlement Basque et porte-parole du groupe Elkarrekin Podemos. 

## Biographie
Lander Martínez Hierro naît le 6 novembre 1989 à Vitoria-Gasteiz (Pays basque).
Il réside à Bilbao, où il a emménagé en 2009 pour suivre des études d'ingénierie technique en informatique de gestion à l'université du Pays basque. Il a continué ses études en ingénierie supérieure en informatique à l'université de Deusto, mais aussi étudié les sciences politiques à l'université nationale d'enseignement à distance (UNED).
Il participe, depuis sa création, à la section basque du parti Podemos et il est élu secrétaire général de la section locale de Bilbao dès janvier 2015. L'année suivante, en mars 2016, il devient secrétaire à l'Organisation de Podemos Euskadi, la fédération du parti au Pays basque, en charge de coordonner les différents niveaux de la fédération et de faire respecter les politiques de la direction régionale.
Lors des élections au Parlement basque de 2016, Lander Martínez est tête de liste de la coalition Elkarrekin Podemos, menée par Pili Zabala, dans la circonscription de Biscaye. Il est ainsi élu député pour la XIe législature. Il est ensuite nommé porte-parole de son groupe parlementaire.
Il est élu secrétaire général de Podemos Euskadi en décembre 2017, et prend ainsi la suite de Nagua Alba,. 
Lander Martínez, soutien d'Íñigo Errejón et de son courant (qui aboutit plus tard à la création du parti Más País), démissionne de ce poste en février 2020 après que son courant a perdu les primaires du parti pour les élections au Parlement basque de 2020, auxquelles il présentait Rosa Martínez face à la candidate du courant de Pablo Iglesias, Miren Gorrotxategi. Pilar Garrido, autre dirigeante de ce courant, lui succède à ce poste. 
Lander Martínez rejoint alors le parti Sumar formé par Yolanda Díaz, dont il est considéré comme faisant partie de son cercle proche, comme de celui d'Iñigo Errejón
Lors des élections générales de 2023, il est élu au Congrès des députés sur la liste de la coalition Sumar.